# الغواصة الألمانية يو-640
غواصة يو-640 غواصة يو بوت ألمانية من الفئة السابعة سي بنيت لسلاح بحرية ألمانيا النازية كريغسمارينه، في أحواض بلوم+فوس خلال الحرب العالمية الثانية.